# Wedding Bells
Wedding Bells er en amerikansk stumfilm fra 1921 af Chester Withey.

## Medvirkende
- Constance Talmadge som Rosalie Wayne
- Harrison Ford som Reginald Carter
- Emily Chichester som Marcia Hunter
- Ida Darling som Mme. Hunter
- James Harrison som Douglas Ordway
- William Roselle som Spencer Wells
- Polly Bailey som Hooper
- Dallas Welford som Jackson
- Frank Honda as Fuzisaki